# Olive Hazlett

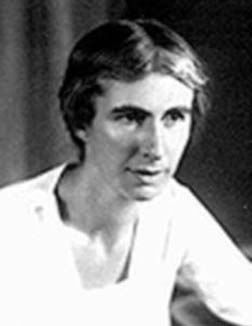
Olive Clio Hazlett (etwa 1920)

Olive Clio Hazlett (* 27. Oktober 1890 in Cincinnati, Ohio; † 8. März 1974 in Keene, New Hampshire) war eine US-amerikanische Mathematikerin, die sich mit Algebra befasste.

## Leben
Hazlett ging in Boston zur Schule und studierte am Radcliffe College mit dem Bachelor-Abschluss 1912 und an der University of Chicago, an der sie 1913 ihren Master-Abschluss erhielt und 1915 bei Leonard Dickson promoviert wurde (On the Classification and Invariantive Characterization of Nilpotent Algebras). Danach forschte sie mit einem Harvard-Stipendium am Wellesley College und war ab 1916 zwei Jahre am Bryn Mawr College, bevor sie Assistant Professor und 1924 Associate Professor am Mount Holyoke College wurde. Da sie mehr Zeit für die Forschung haben wollte, wechselte sie 1925 als Assistant Professor an die University of Illinois, wo sie den Rest ihrer Karriere blieb. Allerdings war ihre Lehrbelastung keineswegs geringer und sie kam nicht mehr zu Forschungsarbeiten. 1930 wurde sie Associate Professor. Sie gab regelmäßig den Kurs in moderner Algebra, hatte aber auch die Mathematikkurse für Nicht-Mathematiker zu geben, was sie sehr belastete. 1936 nahm sie eine Auszeit nach einem Nervenzusammenbruch aufgrund von Erschöpfung und kehrte erst Ende 1938 wieder. 1946 zog sie sich aus Gesundheitsgründen aus der Lehre zurück und wurde 1959 offiziell emeritiert. Danach lebte sie in Peterborough (New Hampshire).
Von ihr stammen 17 Aufsätze zur Algebra (der letzte erschien 1930), vor allem über nilpotente Algebren, Divisionsalgebren, Modulare Invarianten (Invarianten der Darstellung von endlichen Gruppen in Vektorräumen über Körpern endlicher Charakteristik, von Leonard Dickson begründet) und Arithmetik von Algebren. Dabei schrieb sie auch frühe Arbeiten über Differentialgleichungen in endlicher Charakteristik. Für die 14. Auflage der Encyclopedia Britannica schrieb sie den Artikel Quaternionen.
Zu ihren Schülern in den 1930er Jahren gehörte Paul Halmos (sie lehrte damals Algebra nach der Modernen Algebra von Bartel Leendert van der Waerden).
1928 bis 1930 war sie in Europa (Italien, Deutschland, Schweiz) als Guggenheim Fellow. Dabei hielt sie auch einen Vortrag auf dem Internationalen Mathematikerkongress in Bologna (Integers as Matrices).
Ab 1940 und während des Zweiten Weltkriegs arbeitete sie für das Komitee für Kryptoanalyse der American Mathematical Society. 1944/45 war sie deshalb abwesend von der Universität. Die Leitung des Komitees hatte Abraham Adrian Albert.
1923 bis 1935 war sie einer der Herausgeber der Transactions of the American Mathematical Society (AMS) und 1926 bis 1928 im Rat der AMS.